# Віола Сміт
Віола Сміт (уроджена Шмітц; 29 листопада 1912 — 21 жовтня 2020) — американська ударниця, найбільш відома своєю роботою в оркестрах, свінг-групах та популярній музиці з 1920-х років до 1975 року. Одна з перших професійних жінок-барабанщиків.

## Ранній період життя
Віола Шмітц зросла в Маунт-Калварі, штат Вісконсін, з сімома сестрами і двома братами. Всі спочатку навчалися грі на фортепіано, але тільки дівчатам належало грати в girl-оркестрі, задуманому їх батьком. Батьки Віоли управляли концертним залом в її рідному поселені Маунт-Калварі.

## Кар'єра
У 1920-х і 1930-х роках Віола Сміт грала в «Сімейному оркестрі сестер Шмітц» (пізніше — «Оркестр сестер Сміт»), заснованому її батьком у Вісконсині. Ірен (Шмітц) Аблер грала на тромбоні, Ерма: Шмітц на вібрафоні, Едвіна Шмітц на трубі, Віола Шмітц на барабанах, Ліла Шмітц на саксофоні, Мілдред (Шмітц) Барташ на бас-скрипці, Лоретта (Шмітц) Льор на фортепіано і Саллі (Шмітц) Елленбек на бас-саксофоні. Під час вихідних і літніх канікул вони гастролювали по трасі «Радіокейт-Орфей» (RKO) у водевілі і кінотеатрах, а деякі із сестер ще навчалися в школі. За словами її племінника Денніса Барташа, її великим проривом стала гра з сестрами на радіошоу Major Bowes Amateur Hour в 1930-х роках. У 1938 році Віола і Мілдред заснували Coquettes, жіночий оркестр, який проіснував до 1942 року. Мілдред Барташ грала на кларнеті та саксофоні.
У 1942 році Сміт написала статтю для журналу Down Beat під назвою «Дайте шанс дівчатам-музикантам!» в якій вона стверджувала, що жінки-музиканти можуть грати так само добре, як і чоловіки. Вона стверджувала: «У часи надзвичайного стану в країні багато зіркових інструменталістиів відомих груп покликані на службу. Замість того, щоб замінити їх кимось посереднім, чому б не дозволити деяким з великих дівчат-музикантів країни зайняти їх місце?»
У 1942 році, після того, як Мілдред вийшла заміж, Сміт переїхала в Нью-Йорк, де один з її вчителів, Біллі Гладстон, подарував їй комплект саморобних малих барабанів, а потім вона отримала річну стипендію в Джульярдській школі і приєдналася до комерційно успішного girl-оркестру Філа Спітального «Час зачарування». Пізніше вона буде грати з симфонічним оркестром NBC. Її впізнавана установка складається з 13 барабанів, зокрема, два 16-дюймових там-тама на рівні плеча були тільки у неї, проте Сміт помітила, що Луї Беллсон став використовувати таким же чином 2 бас-барабани після їх зустрічі. У роки Другої світової війни Сміт взяла участь у записі музики для фільмів «Коли Джонні повернеться додому» і «Сюди йдуть студентки» в якості члена Національного симфонічного оркестру і навіть виступала з Еллою Фіцджеральд і Чиком Веббом. Її називали «Джином Крупою у спідниці» і «найшвидшою дівчиною-барабанщиком». У 1949 році Сміт виступила на інавгурації президента Гаррі Трумена. До 1954 року служила в оркестрі «Час зачарування».
Після розпаду «Часу зачарування» вона очолила свою групу «Віола і сімнадцять барабанів». З 1966 по 1970 рік вона грала з групою Kit Kat Band, яка була частиною оригінального колективу бродвейського мюзиклу" Кабаре 1960-х років. Allegro Magazine, тому 113, номер 10 від 10 листопада 2013 року, присвятила Сміт статтю «Століття свінгу: Ніколи не втрачай свій ритм!»
У квітні 2019 року Сміт все ще активно грала на барабанах у віці 106 років у групі Кости Меси «Forever Young Band: america's Oldest Act of Professional Entertainers» як одна з найстаріших живучих мейнстримових музикантів.

## Поява в фільмах
- Коли Джонні повернеться додому (1942)
- Сюди йдуть студентки (1945)

## Телевізійні виступи
- У мене є секрет (CBS)
- Шоу Еда Саллівана (CBS) — п'ять разів

## Бродвейські мюзикли
- Кабаре